# Príncipe imperial de Brasil
El príncipe imperial del Brasil (en portugués, príncipe imperial do Brasil) fue el título del heredero natural al trono imperial brasileño, y que estuvo vigente durante los reinados de los emperadores Pedro I y Pedro II. Tras la Proclamación de la República el 15 de noviembre de 1889, los descendientes de la familia imperial brasileña siguieron utilizando el título para designar al presunto heredero de iure al trono imperial, aunque sin reconocimiento alguno por parte del actual Estado brasileño.
Según la constitución brasileña de 1824, el primer hijo del emperador recibía el título de príncipe imperial del Brasil, incluyendo a los demás hijos del monarca el título de príncipe del Brasil —no confundir con el antiguo título de portugués—. El primogénito del príncipe imperial obtenía el título de príncipe del Gran Pará. A lo largo de la historia de la monarquía brasileña, se hicieron diversas excepciones, ante la necesidad de que se designase un heredero natural al trono brasileño en cuanto al emperador no tuviese un hijo. Así fue cuando a la mayoría de edad, Pedro II, designó a su hermana Genara de Braganza como su heredera natural.
Después de la Proclamación de la República, el movimiento monárquico brasileño comenzó a utilizar el título informal de jefe de la casa imperial brasileña para designar al heredero presuntivontivo de iure del trono imperial. En la actualidad, el título esta vacante desde el 8 de noviembre de 2024, tras la muerte de Antonio de Orleans-Braganza, que sucedió a su hermano Beltrán de Orleans-Braganza.

## Historia

### Norma constitucional de 1824
La Constitución brasileña de 1824 —revocada en 1891—, establecía en su artículo n.° 105 que el presunto heredero al trono imperial obtendrá el título de príncipe imperial del Brasil y su primogénito el de príncipe del Gran Pará.

#### Privilegios inherentes al título
Conforme al artículo 46, capítulo 3, título IV de la constitución brasileña de 1824, los príncipes brasileños recibirán automáticamente el cargo de senador de Brasil luego de que llegaran a tener 25 años de edad. De esa forma en 1871, la princesa imperial Isabel de Braganza se convirtió en la primera senadora del Brasil, y también fue la única que gozó de esa disposición institucional, dado que todos los príncipes del Brasil habían muerto antes de cumplir los veinticinco años de edad o se fueron del país y se casaron en el extranjero a excepción de su padre, Pedro II del Brasil, que asumió el trono brasileño a los catorce años de edad o su madre, María de Braganza que asumió el trono portugués a los quince años de edad como María II. Después de Isabel, la monarquía brasileña fue abolida por un golpe de Estado que proclamó la República del Brasil, y desde ese entonces, varios príncipes no pudieron obtener un cargo en el senado.

### Norma constitucional de 1891
La constitución brasileña de 1891 en su artículo n.° 72 dice que no se establece ningún título nobiliario, e incluido el de príncipe imperial del Brasil de manera definitiva, con una ley que dice «todos somos iguales ante la ley» (§ 2°), y que por lo tanto, la república no admite los títulos de nacimiento, desconoce e ignora todos los tribunales nobiliarios y prohíbe toda orden honorífica existente y todos los privilegios y prerrogativas, así como los títulos nobiliarios del consejo.

## Lista de príncipes imperiales del Brasil

### Príncipes imperiales del Brasil (1822-1889)
María de Braganza fue la primera princesa imperial y heredera del trono imperial brasileño en los períodos 1822-1825 y 1831-1835, perdiendo el título ante su hermano recién nacido Pedro de Braganza. Sin embargo, después de la ascensión al trono imperial de su hermano como Pedro II el 7 de abril de 1831, María volvió a ser princesa imperial hasta la promulgación de la ley n.o 91 del 30 de octubre de 1835, cuando dejó de ser considerada miembro del familia imperial.
| Imagen | Titular                         | Inicio                  | Finalización            | Soberano | Parentesco          |
| ------ | ------------------------------- | ----------------------- | ----------------------- | -------- | ------------------- |
|        | María de Braganza (1819-1853)   | 7 de septiembre de 1822 | 2 de diciembre de 1825  | Pedro I  | Hija de Pedro I     |
|        | Pedro de Braganza (1825-1891)   | 2 de diciembre de 1825  | 7 de abril de 1831      | Pedro I  | Hijo de Pedro I     |
|        | María de Braganza (1819-1853)   | 7 de abril de 1831      | 30 de octubre de 1835   | Pedro II | Hermana de Pedro II |
|        | Genara de Braganza (1822-1901)  | 30 de octubre de 1835   | 23 de febrero de 1845   | Pedro II | Hermana de Pedro II |
|        | Alfonso de Braganza (1845-1847) | 23 de febrero de 1845   | 11 de junio de 1847     | Pedro II | Hijo de Pedro II    |
|        | Isabel de Braganza (1846-1921)  | 11 de junio de 1847     | 19 de julio de 1848     | Pedro II | Hija de Pedro II    |
|        | Pedro de Braganza (1848-1850)   | 19 de julio de 1848     | 9 de enero de 1850      | Pedro II | Hijo de Pedro II    |
|        | Isabel de Braganza (1846-1921)  | 9 de enero de 1850      | 15 de noviembre de 1889 | Pedro II | Hija de Pedro II    |

### Príncipes imperiales del Brasil posmonárquico (1889-)
Isabel de Braganza fue la última princesa imperial del Brasil, nunca pudo ascender al trono, ya que la monarquía brasileña fue destituida debido a un golpe de Estado que proclamaría la República de Brasil. Después de la muerte de su padre, Pedro II, el último emperador, se convirtió en la jefe de la casa imperial, y otorgó el título de príncipe imperial a su hijo mayor, el príncipe Pedro de Orleans-Braganza, pero el nuevo gobierno brasileño no reconoció el título, debido a que cambiaron la constitución en 1891.
| Imagen | Titular                                       | Inicio                  | Finalización            | Nota |
| ------ | --------------------------------------------- | ----------------------- | ----------------------- | --- |
|        | Isabel de Braganza (1846-1921)                | 15 de noviembre de 1889 | 5 de diciembre de 1891  | Tras la abolición de la monarquía, Isabel sigue siendo, de iure y para los monárquicos brasileños, la heredera al trono hasta la muerte de Pedro II. Ella lo sucedió al frente de la casa imperial de Brasil. |
|        | Pedro de Orleans-Braganza (1875-1940)         | 5 de diciembre de 1891  | 30 de octubre de 1908   | Se convierte en príncipe imperial tras la muerte de su abuelo Pedro II, pero renuncia a sus derechos al trono en 1908 para casarse con la condesa Isabel Dobržensky de Dobrženicz.                            |
|        | Luis de Orleans-Braganza (1878-1920)          | 30 de octubre de 1908   | 26 de marzo de 1920     | Hermano del anterior, Luis pasa a ser el primero en el orden de sucesión teórica al trono de Brasil tras la renuncia de éste.                                                                                 |
|        | Pedro Enrique de Orleans-Braganza (1909-1981) | 26 de marzo de 1920     | 14 de noviembre de 1921 | Hijo del anterior, le sucedió como pretendiente al título de príncipe imperial hasta la muerte de su abuela Isabel en 1921.                                                                                   |
|        | Luis Gastón de Orleans-Braganza (1911-1931)   | 14 de noviembre de 1921 | 8 de septiembre de 1931 | Hermano del anterior, fue príncipe imperial desde la muerte de su abuela Isabel en 1921 hasta su propia muerte en 1931.                                                                                       |
|        | Pía María de Orleans-Braganza (1913-2000)     | 8 de septiembre de 1931 | 6 de junio de 1938      | Hermana del anterior, se convierte en princesa imperial tras la muerte de su hermano y permanece así hasta el nacimiento de su sobrino Luis.                                                                  |
|        | Luis Gastón de Orleans-Braganza (1938-2022)   | 6 de junio de 1938      | 5 de julio de 1981      | Hijo del príncipe Pedro Enrique, fue príncipe imperial de 1938 a 1981, cuando sucedió a su padre como jefe de la casa imperial.                                                                               |
|        | Bertrán de Orleans-Braganza (1941-)           | 5 de julio de 1981      | 15 de julio de 2022     | Hermano del anterior, es príncipe imperial hasta la muerte de este último. |
|        | Antonio de Orleans-Braganza (1950-2024)       | 15 de julio de 2022     | 8 de noviembre de 2024  | Hermano del anterior, accedió al título de príncipe imperial tras la muerte de su hermano mayor, el príncipe Luis, en 2022.                                                                                   |
|        | Rafael de Orleans-Braganza (1986-)            | 8 de noviembre de 2024  | actualmente             | Hijo del anterior. Heredero presuntivo de su tío Bertrand de Brasil. |